# Neverland (Mecna & Sick Luke)
| Recensione      | Giudizio |
| --------------- | -------- |
| La casa del rap | 6,3/10   |
| Rockol          | 7/10     |

Neverland è un album in studio del rapper italiano Mecna e del produttore italo-americano Sick Luke, pubblicato l'11 ottobre 2019 dalla Universal.

## Prefazione
Il titolo dell'album è stato scelto da Sick Luke, che ha motivato la sua scelta affermando che: «quando lo ascolti entri in un mondo parallelo, è una cosa-che-non-c'è e che non è mai stata fatta prima: quindi è proprio Neverland».

## Tracce
1. Fuori dalla città – 4:28
2. Neverland (feat. Marina, Psicologi, Voodoo Kid, Aine) – 4:35
3. Si baciano tutti (feat. CoCo) – 2:50
4. Se apro gli occhi – 3:13
5. Akureyri – 4:17
6. Perdo la testa – 4:17
7. Non dormo mai (feat. Luchè, Tedua, Generic Animal) – 3:49
8. Canzone in lacrime – 5:23
9. Pazzo di te – 3:01
10. :( – 4:27

## Formazione
Musicisti
- Mecna – voce, testi
- Marïna – voce aggiuntiva (traccia 2)
- Psicologi – voce aggiuntiva (traccia 2)
- Voodoo Kid – voce aggiuntiva (traccia 2)
- Aine – voce aggiuntiva (traccia 2)
- CoCo – voce aggiuntiva (traccia 3)
- Luchè – voce aggiuntiva (traccia 7)
- Tedua –  voce aggiuntiva (traccia 7)
- Generic Animal –  voce aggiuntiva (traccia 7)
- Alessandro Cianci – composizione, pianoforte

Produzione
- Sick Luke – produzione
- Alessandro Cianci – strumenti, co-produzione
- Valerio Bulla – strumenti, co-produzione
- Antonio “Cooper” Cupertino – missaggio
- Gigi Barocco – mastering
- Valerio Bulla – composizione

## Classifiche
| Classifica (2019) | Posizione massima |
| ----------------- | ----------------- |
| Italia            | 6                 |